# Barnboksveckan och nationella läsdagen
Barnboksveckans syfte är att på nationell nivå i Sverige under en veckas tid ägna barnlitteraturen särskild uppmärksamhet. Veckans målsättning är att uppvärdera skönlitteratur för barn genom att "förmedla läsupplevelser, inbjuda till läslust [och] visa på allt det som göms i ett biblioteks hyllor". Veckans mål har också formulerats i termer av att sprida ett budskap om "god barn- och ungdomsläsning". Från Bokbranschens marknadsinstitut fanns i slutet av 1980-talet också förhoppningar om att veckan skulle gynna de ekonomiska förutsättningarna för den barnlitterära marknaden.
Redan under tidigt 1930-tal lanserades barnboksveckor i Stockholm och särskilt under 1950- och 1960-talen var konceptet populärt. En markerad nedgång i popularitet under 1970-talet föranledde en nystart för initiativet barnboksveckan år 1987 som då bestämdes infalla vecka 43. Denna gång var initiativet ett samarbete mellan Svenska barnboksinstitutet, Bokbranschens marknadsinstitut AB (BMI), Statens kulturråd, Svensk biblioteksförening (då Sveriges Allmänna Biblioteksförening SAB) och Författarcentrum Öst. 1988 meddelar Svensk bokhandel att medieintresset kring initiativet varit mycket stort och genererat hundratals pressklipp. För att undvika en krock med höstlovet förlades barnboksveckan 1999 till vecka 46 och har sedan dess infallit då.
Barnboksförfattaren Lennart Hellsing var en stark förespråkare av barnboksveckan och argumenterade 1988 för att initiativet måste undvika att bli centraliserat och toppstyrt. Hellsing föreställer sig snarare en slags gräsrotsstruktur där det centrala initiativet inspirerar och stärker lokala arrangemang och traditioner. Arvet från denna Hellsings inställning går än idag att iaktta i hur "[v]arje kommun, bibliotek och skola [själv] avgör hur barnboksveckan [...] skall manifesteras".
I samband med hundraårsjubileet för Barnbiblioteket Saga 1999 föreslog Lärarförbundet införandet av en nationell läsdag i den svenska skolan. 18e november 1999 utsåg Svenska barnboksinstitutet torsdagen i vecka 46 (barnboksveckan 1999) till en nationell läsdag för alla skolor i Sverige. För att högtidlighålla jubileet över Barnbiblioteket Saga bestämdes dagen "firas till minnet av lärares tidiga satsningar på god läsning för alla skolbarn". Den nationella läsdagen gjordes till ett permanent inslag i barnboksveckan och har sedan starten 1999 alltid infallit torsdagen i vecka 46.